# Orde van de Rode Vlag van de Arbeid (Azerbeidzjaanse Socialistische Sovjetrepubliek)
De Orde van de Rode Vlag van de Arbeid  (Azerbeidzjaans: "Qırmızı Əmək Bayrağı Ordeni") van de Azerbeidzjaanse Socialistische Sovjetrepubliek werd in 1929 ingesteld. De oude Tsaristische ridderorden waren afgeschaft en deze socialistische orde met een enkele graad was de derde onderscheiding van de jonge volksrepubliek.
Het draagbare insigne van de Orde van de Rode Vlag van de Arbeid was een geëmailleerd medaillon. Dit medaillon werd op de borst gespeld. Symbolen van het communisme staan centraal zoals hamer en sikkel, rode vlag en rode ster. Hier is een boortoren een originele toevoeging aan het ontwerp dat vaag aan de Arabische traditie van vormgeving herinnert. Het ontwerp is verder modern en breekt volledig met de op het kruis gebaseerde vormentaal van de oudere Russische onderscheidingen. De oproep "Arbeiders aller landen verenigt u" is op de vlag in Arabische letters en in cyrillisch schrift vervat. De halve maan is een Mohammedaans symbool.